# Nuclear Assault
Nuclear Assault fue una banda estadounidense de thrash metal, fundada en 1984 por el exbajista de Anthrax, Dan Lilker, después de ser despedido del grupo junto con el vocalista original John Connelly tras la grabación de su primer álbum de estudio  Fistful of Metal (1984). Nuclear Assault ha vendido más de 2 millones de discos solo en Estados Unidos.

## Historia
Tras grabar dos demos con el guitarrista Mike Bogush y el baterista Scott Duboys, Bogush fue reemplazado por Anthony Bramante, y poco después se produjo la salida de Duboys, sustituido por Glenn Evans. En 1986 grabaron su primer álbum de estudio, Game over, que les catapultó a su primer contrato con una multinacional, Combat Records. Sin embargo, sintiéndose presionados por la discográfica, decidieron rescindir su contrato con ella y firmar por IRS Records, que editó Survive, su segundo álbum. Este disco alcanzó el puesto 125 en el Billboard 100, lo que les permitió abrir para Slayer en una gira por Europa y Estados Unidos y después acabar como cabezas de cartel junto con los británicos Acid Reign.
En 1989 se publicó su tercer disco, Handle with care, su mayor éxito y que embarcó a la banda en una primera gira por Japón. Un año después se publicó su primer álbum en directo, Live at the Hammersmith odeon, en homenaje a Motörhead. Sin embargo, las constantes giras y el poco descanso comenzó a causar problemas internos en el grupo. Durante la mayor parte de la grabación de Out of order no estuvo presente John Connelly, cantando sólo en cinco de las canciones. Tras la publicación de este álbum, Lilker dejó el grupo para ser admitido en Brutal Truth. Su sustituto fue Scott Metaxas, quien se embarcó en una gira junto con el resto de la banda por Europa y los Estados Unidos. No obstante, Bramante abandonó la banda después de esta gira, y se contrató a Dave DiPietro para grabar el disco Something Wicked. Nuclear Assault se separó en 1995 después de continuas discusiones en su seno.
En 1997, la banda organizó un concierto de reunión antes de volver a separarse por segunda vez. Cinco años después (2002), se publicó el álbum en directo Alive again y anunciaron su reconciliación más una gira por Europa con Testament, Death Angel, Exodus y Agent Steel. En 2005, se publicó su primer álbum de estudio en diez años, Thrid world genocide, al que siguió otra gira por Europa y Sudamérica con Sodom.

## Discografía

### Estudio
- 1986: Game Over
- 1988: Survive
- 1989: Handle With Care
- 1991: Out of Order
- 1993: Something Wicked
- 2005: Third World Genocide

### EP
- 1986: Brain Death
- 1987: The Plague
- 1988: Good Times, Bad Times
- 2015: Pounder

### En vivo
- 1992: Live at the Hammersmith Odeon
- 2003: Alive Again

### Compilados
- 1995: Assault & Battery

### Demos
- 1985: Live, Suffer, Die
- 1984: Nuclear Assault demo

### VHS/DVD
- 1989: Handle With Care European Tour '89 (VHS)
- 1991: Radiation Sickness (VHS, Re-released on DVD in 2007)
- 2006: Louder Harder Faster DVD

### Videos musicales
- Brainwashed
- Critical Mass
- Long-Haired Asshole
- Price of Freedom
- Trail Of Tears
- Something Wicked